# Antonio Ruiz Giménez
Antonio Manuel Ruiz Giménez (Guadix, Granada, 1946 - Algeciras, 4 de diciembre de 2023) fue un político y docente español, alcalde de Tarifa entre el 23 de mayo de 1983 al 17 de junio de 1995, siendo el segundo alcalde de la democracia y el primero del Partido Socialista Obrero Español en la ciudad. En 2010 fue nombrado Hijo Adoptivo de la ciudad de Tarifa.

## Biografía
Nacido en el seno de una familia humilde en Guadix, fue el segundo de quince hermanos. Cursó sus primeros estudios en el colegio de la Presentación y posteriormente en la academia de las Angustias. En 1968 superó las oposiciones de maestro y comenzó su carrera docente en la academia privada de Don Cecilio, donde cobraba una peseta por alumno. Fue destinado posteriormente a una escuela de alfabetización en Paulenca y, tras cumplir el servicio militar, ejerció como maestro en Chiclana de la Frontera.
En septiembre de 1972 fue destinado a Tarifa, donde desarrolló su actividad docente en diversas aulas del municipio hasta la inauguración del Colegio Nuestra Señora de la Luz. En Tarifa conoció a su esposa, Ana María Giráldez, con quien tuvo tres hijos: Antonio Ruiz, Francisco Ruiz Giráldez (quien también fue regidor de Tarifa) y Ana Ruiz.
Militó activamente en el Sindicato de Enseñantes de Comisiones Obreras (CCOO) y en 1981 se afilió al PSOE, iniciando una carrera política que marcaría gran parte de su vida.
En 1983 fue elegido alcalde de Tarifa con mayoría absoluta, cargo que renovó en las elecciones municipales de 1987 y las de 1991. 
A comienzos de la década de 1990, su mandato estuvo marcado por la polémica en torno a la Interconexión Eléctrica entre Marruecos y España. Aunque aceptó la instalación del cable como dirigente del partido en el gobierno, la creciente oposición social a la infraestructura redujo su apoyo político. Decidió no presentarse a la reelección en 1995.
En 1999 regresó a la política como candidato del Partido Socialista Obrero Español. Aunque su formación fue la más votada, un pacto entre Izquierda Unida, el Partido Popular y la Tarifa Agrupación Independiente Popular permitió la investidura de Juan Andrés Gil como alcalde. Este último solicitó la baja de IU poco después de su nombramiento.
Entre los años 2000 y 2019 fue consejero de la Radio Televisión Pública de Andalucía.
En septiembre de 2010 fue nombrado Hijo Adoptivo de Tarifa por el pleno del Ayuntamiento, que también acordó dedicarle una calle en el municipio.
Antonio Manuel Ruiz Giménez falleció el 4 de diciembre de 2023, a los 77 años de edad. Su sepultura tuvo lugar el martes siguiente en la Iglesia de San Mateo (Tarifa).